# Quercus variabilis
Quercus variabilis Blume – gatunek rośliny z rodziny bukowatych (Fagaceae Dumort.). Występuje naturalnie w Japonii, na Półwyspie Koreańskim, w Chinach (w prowincjach Anhui, Fujian, Gansu, Guangdong, Kuejczou, Hebei, Henan, Hubei, Hunan, Jiangsu, Jiangxi, Junnan, Liaoning, Shaanxi, Szantung, Shanxi, Syczuan i Zhejiang, a także w regionie autonomicznym Kuangsi) oraz na Tajwanie. 

## Morfologia

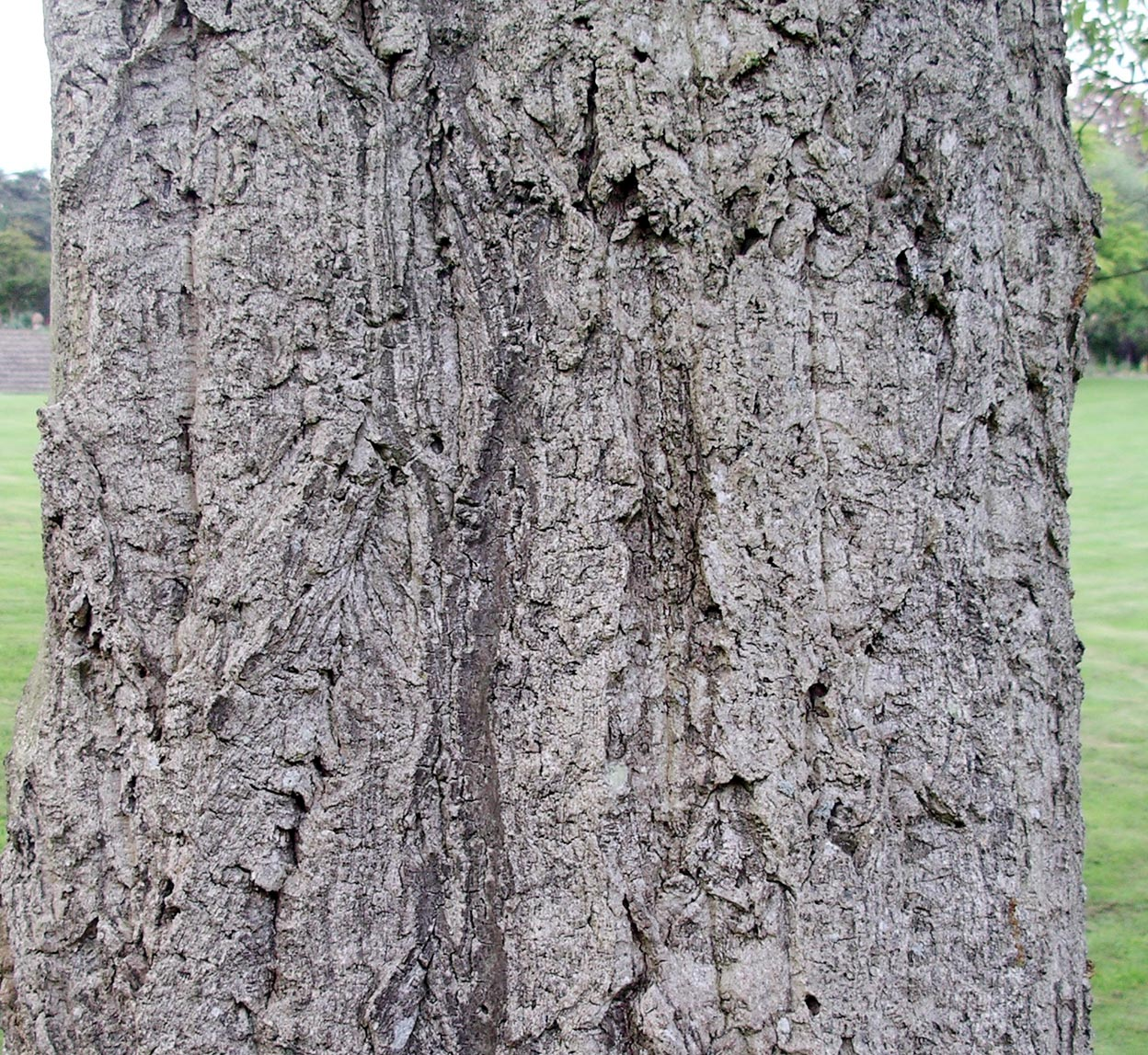
Pień

PokrójZrzucające liście drzewo dorastające do 30 m wysokości.
LiścieBlaszka liściowa jest omszona od spodu i ma owalnie lancetowaty lub eliptyczny kształt. Mierzy 8–15 cm długości oraz 2–6 cm szerokości, jest ząbkowana na brzegu, ma klinową lub zaokrągloną nasadę i spiczasty wierzchołek. Ogonek liściowy jest nagi i ma 1–3 mm długości.
OwoceOrzechy zwane żołędziami o kształcie od jajowatego do niemal kulistego, dorastają do 15 mm średnicy. Osadzone są pojedynczo w miseczkach w kształcie kubka, które mierzą 15 mm długości i 30–40 mm średnicy. Orzechy otulone są miseczkami w 65% ich długości.

## Biologia i ekologia
Rośnie w lasach zrzucających liście oraz wiecznie zielonych lasach. Występuje na wysokości do 3000 m n.p.m. Kwitnie od marca do kwietnia, natomiast owoce dojrzewają od września do października.